# Metaplatybunus filipes
Metaplatybunus filipes is een hooiwagen uit de familie echte hooiwagens (Phalangiidae).